# Municipio de Carson (Arkansas)
El municipio de Carson (en inglés: Carson Township) es un municipio ubicado en el condado de Misisipi en el estado estadounidense de Arkansas. En el año 2010 tenía una población de 258 habitantes y una densidad poblacional de 1,49 personas por km².

## Geografía
El municipio de Carson se encuentra ubicado en las coordenadas 35°36′31″N 90°0′56″O / 35.60861, -90.01556. Según la Oficina del Censo de los Estados Unidos, el municipio tiene una superficie total de 173.36 km², de la cual 167,68 km² corresponden a tierra firme y (3,28 %) 5,68 km² es agua.

## Demografía
Según el censo de 2010, había 258 personas residiendo en el municipio de Carson. La densidad de población era de 1,49 hab./km². De los 258 habitantes, el municipio de Carson estaba compuesto por el 88,37 % blancos, el 8,53 % eran afroamericanos, el 0,39 % eran amerindios, el 1,55 % eran de otras razas y el 1,16 % eran de una mezcla de razas. Del total de la población el 2,33 % eran hispanos o latinos de cualquier raza.